# Fissistigma chloroneuron
Fissistigma chloroneuron là loài thực vật có hoa thuộc họ Na. Loài này được (Hand.-Mazz.) Chun mô tả khoa học đầu tiên năm 1940.